# Stamen Grigorow

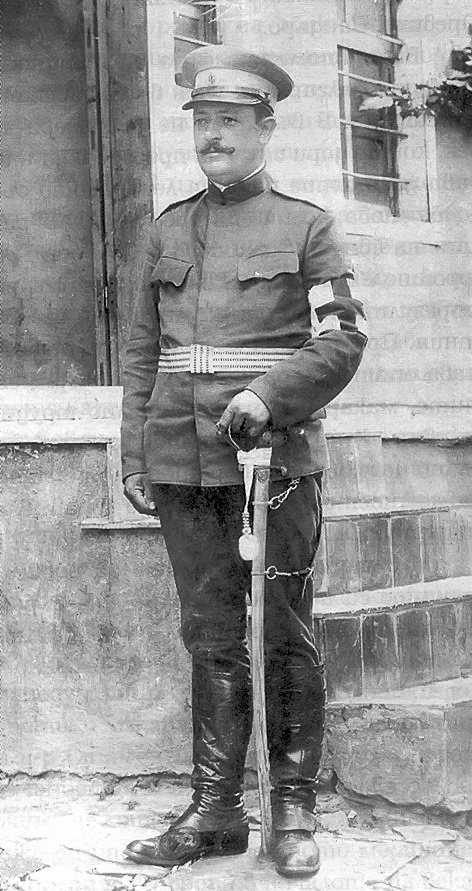
Stamen Grigorow in Uniform während des Ersten Weltkrieges

Stamen Grigorow (bulgarisch Стамен Григоров, nach alter Transkription Grigoroff, * 27. Oktober 1878; † 27. Oktober 1945) war ein bulgarischer Arzt und Mikrobiologe.
Er wurde 1878 im Dorf Studen Izvor (dt. "Kalte Quelle") in Transko geboren. Er absolvierte ein Gymnasium in Sofia. Nach dem Studium der Naturwissenschaften in Montpellier promovierte er in Medizin an der Universität Genf. Seine Dissertation befasste sich mit einem "Beitrag zur Pathogenese der Blinddarmentzündung".  Grigorow wurde dafür von der Universität mit einem Sonderpreis ausgezeichnet. Anschließend arbeitete er an der Universität Genf als Assistent von Prof. Leon Massol, Professor für Bakteriologie. Dieser schätzte die Gelehrsamkeit des jungen Bulgaren und leitete ihn bei seinen wissenschaftlichen Forschungen. Er bot ihm Zugang zu für die damalige Zeit modernen Laboren, in denen er  Joghurt testen konnte, den seine Frau Darinka aus Bulgarien geschickt hatte. 1905 beschrieb Dr. Stamen Grigorow erstmals den Milchsäuremikroorganismus, der die zur Herstellung von bulgarischem Joghurt erforderliche Fermentation verursacht. Er beschrieb ihn ursprünglich als Bacillus A. Der Mikroorganismus wurde später zu Ehren der Heimat seines Entdeckers "Lactobacillus bulgaricus" genannt. Heute lautet der offizielle Name dieses Mikroorganismus "Lactobacillus delbureckii subsp. bulgaricus Grigoroff 1905". Allerdings kann aufgrund seiner nach heutigen Maßstäben unpräzisen Ausführungen nicht mit Sicherheit gesagt werden, ob es tatsächlich dieses Bakterium war, das er seinerzeit entdeckt und beschrieben hatte. In den 1950er Jahren patentierte und bewarb der staatliche bulgarische Joghurthersteller eine bestimmte Mischung von Bakterienstämmen, um einen "offiziellen bulgarischen Joghurt" herzustellen. Diese Mischung wird weiterhin  an Joghurtproduzenten in vielen Ländern exportiert, da das bulgarische Klima einzigartige Voraussetzungen für diese besonderen Jogurtbakterienstämme bietet.
Dr. Stamen Grigorov wurde eine Reihe von angesehenen Positionen angeboten – Professor an der Universität Genf, Direktor des Pasteur-Instituts in Sao Paulo und andere. Er lehnte ab und kehrte Ende 1905 in seine Heimat zurück. Er begann als Bezirksarzt und Leiter des Krankenhauses in Tran zu arbeiten, das heute seinen Namen trägt.
Nach seiner Rückkehr begann er mit der Forschung zur Entwicklung eines TB-Impfstoffs zusammen mit Albert Calmette. Durch  wissenschaftlichen Experimente in vitro und in vivo an Versuchstieren und später an Menschen konnte Grigorov die heilende Wirkung von Penicillinpilzen bei der Behandlung von Tuberkulose nachweisen. Sein Artikel zu diesem Thema wurde am 29. Dezember 1906 in der Pariser Zeitschrift Press Medical veröffentlicht.
Während des Balkankrieges ging er an die Front, wo er Militärarzt war. Am Ende des Krieges wurde er demobilisiert und kehrte zu seiner vorherigen Arbeit in Tran zurück. Während des Krieges zwischen den Alliierten wurde sein Bruder Hristo in der Schlacht am Kalimansko-Pol verwundet und starb im Alter von 32 Jahren an seinen Wunden.
Während des Ersten Weltkriegs war er erneut Militärarzt an der Front. In der Region Petrich bekämpft er die Cholera-Epidemie. Er wurde mit dem Militärorden für Tapferkeit und der Goldmedaille des Roten Kreuzes ausgezeichnet.
In der Zeit von 1922 bis 1924 testete er seinen Tuberkulose-Impfstoff in der Klinik von Prof. Parashkev Stoyanov (Alexandrovska Hospital, Sofia). Er arbeitete in Tarnovo, Gorna Oryahovitsa, Provadia und Varna. Nach 1935 setzte er seine Forschungen zur Tuberkulose in Italien fort. Er kehrte 1944 nach Bulgarien zurück. Seine Arbeit in Italien wurde von seinem Sohn Dr. Alexander Grigorow fortgesetzt.
Er starb am 27. Oktober 1945, seinem 67. Geburtstag, in Sofia. In seinem Geburtsort Studen Izvor wurde  ein Joghurtmuseum in einem renovierten Haus eingerichtet. Das Geburtshaus von Dr. Stamen Grigorow befindet sich in der Nähe des Museums.
2005 brachte die bulgarische Post eine Briefmarke, die ihn und ein Mikroskop zeigt, heraus.
Seit 2010 ist er Namensgeber für den Grigorow-Gletscher auf der Brabant-Insel in der Antarktis.
2020 wurde ein Google Doodle anlässlich seines 142. Geburtstages veröffentlicht.